# Хенаве
Хенаве (ісп. Génave) — муніципалітет в Іспанії, у складі автономної спільноти Андалусія, у провінції Хаен. Населення — 637 осіб (2010).
Муніципалітет розташований на відстані близько 240 км на південь від Мадрида, 120 км на північний схід від Хаена.
На території муніципалітету розташовані такі населені пункти: (дані про населення за 2010 рік)
- Хенаве: 636 осіб
- Альмоаділья: 1 особа

## Демографія
Динаміка населення (INE ):